# XXXV edició dels Premis Ariel
La XXXV edició dels Premis Ariel, organitzada per l'Acadèmia Mexicana d'Arts i Ciències Cinematogràfiques (AMACC), es va celebrar el 1993 a Ciutat de Mèxic per celebrar el millor del cinema durant l'any anterior. Durant la cerimònia, l’AMACC va lliurar el premi Ariel a 26 categories en honor de les pel·lícules estrenades el 1992.

## Premis i nominacions
Nota: Els guanyadors estan llistats primer i destacats en negreta. ⭐
| Millor pel·lícula - Cronos ⭐ - Ángel de fuego - Tequila | Millor direcció - Guillermo del Toro – Cronos ⭐ - Dana Rotberg – Ángel de fuego - Rubén Gámez – Tequila                                          |
| Millor actor - Alonso Echánove – Modelo antiguo ⭐ - Roberto Sosa – Ángel de fuego - José Alfonso – Bartolomé de las Casas                                                                                                | Millor actriu - Beatriz Aguirre – Los años de Greta ⭐ - Evangelina Sosa – Ángel de fuego - Ana Ofelia Murguía – Mi querido Tom Mix               |
| Millor coactuació masculina - Luis Aguilar – Los años de Greta ⭐ - Alejandro Parodi – Ángel de fuego - Miguel Manzano – Golpe de suerte                                                                                  | Millor coactuació femenina - Meche Barba – Los años de Greta ⭐ - Lilia Aragón – Ángel de fuego - Angélica Aragón – Gertrudis Bocanegra           |
| Millor actor de repartiment - Daniel Giménez Cacho – Cronos ⭐ - Salvador Sánchez – Ángel de fuego - Bruno Bichir – Golpe de suerte                                                                                       | Millor actriu de repartiment - Gina Morett – Ángel de fuego ⭐ - Verónica Languer – Miroslava - Josefina Echánove – Serpientes y escaleras        |
| Millor argument original - Guillermo del Toro – Cronos ⭐ - Omar Alain Rodrigo, Dana Rotberg – Ángel de fuego - Marcela Fernández Violante, Luis Eduardo Reyes – Golpe de suerte                                          | Millor guió adaptat - Guillermo del Toro – Cronos ⭐ - Omar Alain Rodrigo, Dana Rotberg – Ángel de fuego - Consuelo Garrido – Mi querido Tom Mix  |
| Millor fotografia - Emmanuel Lubezki – Miroslava ⭐ - Toni Kuhn – Ángel de fuego - Guillermo Navarro – Cronos | Millor edició - Oscar Figueroa Jara – Miroslava ⭐ - Sigfrido Barjau, Dana Rotberg – Ángel de fuego - Rafael Castanedo, Sigfrido Barjau – Tequila |
| Millor escenografia - Tolita Figueroa – Cronos ⭐ - Anna Sánchez – Ángel de fuego - José Luis Aguilar, Julio Peláez – Miroslava                                                                                           | Millor banda sonora - José Amozurrutia – Miroslava ⭐ - Javier Álvarez – Cronos - Omar Guzmán – Tequila                                           |
| Millor tema musical - Leonardo Velázquez – Bartolomé de Las Casas ⭐ - Javier Álvarez – Cronos - Leonardo Velázquez – Gertrudis Bocanegra                                                                                 | Millor so - Miguel Sandoval – Miroslava ⭐ - Nerio Barberis – Ángel de fuego - Fernando Cámara – Cronos                                           |
| Millor ambientació - Brigitte Broch – Cronos ⭐ - Anna Sánchez – Ángel de fuego - Ángeles Martínez – Miroslava | Millor vestuari - Mara González, Xóchitl Vivo – Gertrudis Bocanegra ⭐ - Graciela Mazón – Miroslava                                               |
| Millor maquillatge - Lucrecia González Muñoz – Miroslava ⭐ - Lucrecia González Muñoz – Ángel de fuego - Javier de la Rosa, Magdalena Erizanda – Bartolomé de Las Casas                                                   | Millors efectes especials - Laurencio Cordero – Cronos ⭐ - Laurencio Cordero – Ángel de fuego - Raúl Falomir – Tequila                           |
| Millor opera prima - Guillermo del Toro – Cronos ⭐ - Ernesto Medina – Gertrudis Bocanegra - Carlos García Agraz – Mi querido Tom Mix                                                                                     | Millor curtmetratge de ficció - Cita en el paraíso – Moisés Ortiz Urquidi ⭐ - El viudo José – Leticia Venzor                                     |
| Millor curtmetratge documental - El que manda... vive enfrente (1930-1934) – Francisco Ohem Ochoa ⭐ - Tiempos de guerra (1940-1944) – Óscar Menéndez - Un vagón al lado de la vía – Rafael Illescas, Javier 'Fox' Patrón | Millor migmetratge de ficció - Paty chula – Francisco Murguía ⭐ - Un cielo cruel y una tierra colorada (Mal paso) – Leopoldo Best                |
| Reconeixement especial - Rosalío Solano ⭐ | Medalla d'or especial - Marga López ⭐ - Miguel Zacarías ⭐                                                                                       |
| Medalla Salvador Toscano - Gloria Schoemann ⭐ | Millor pel·lícula Iberoamericana - Ángel de fuego ⭐                                                                                              |